# Danmarksvägen (naturreservat)
Danmarksvägen är ett naturreservat i Högsby kommun i Kalmar län.
Området är naturskyddat sedan 1997 och är 6 hektar stort. Reservatet består av en äldre bokskog där det även finns gran och ek.